# Muscarin
Muscarin ist ein Pilzgift.

## Wirkung
Muscarin wirkt an den muskarinischen Acetylcholinrezeptoren der Synapsen wie Acetylcholin. Es wird von dem Enzym Acetylcholinesterase nicht abgebaut. Dies führt dann zu einer Dauererregung. Seine Wirkungen sind vermehrter Speichel- und Tränenfluss, Pupillenverengung (Miosis), Schweißausbruch, Erbrechen, Durchfall und Kreislaufkollaps. Eine Vergiftung kann auch zu einer Herzlähmung und damit zum Tod führen.
Bei einer Muscarin-Vergiftung steht Atropin als Antidot zur Verfügung.

## Vorkommen

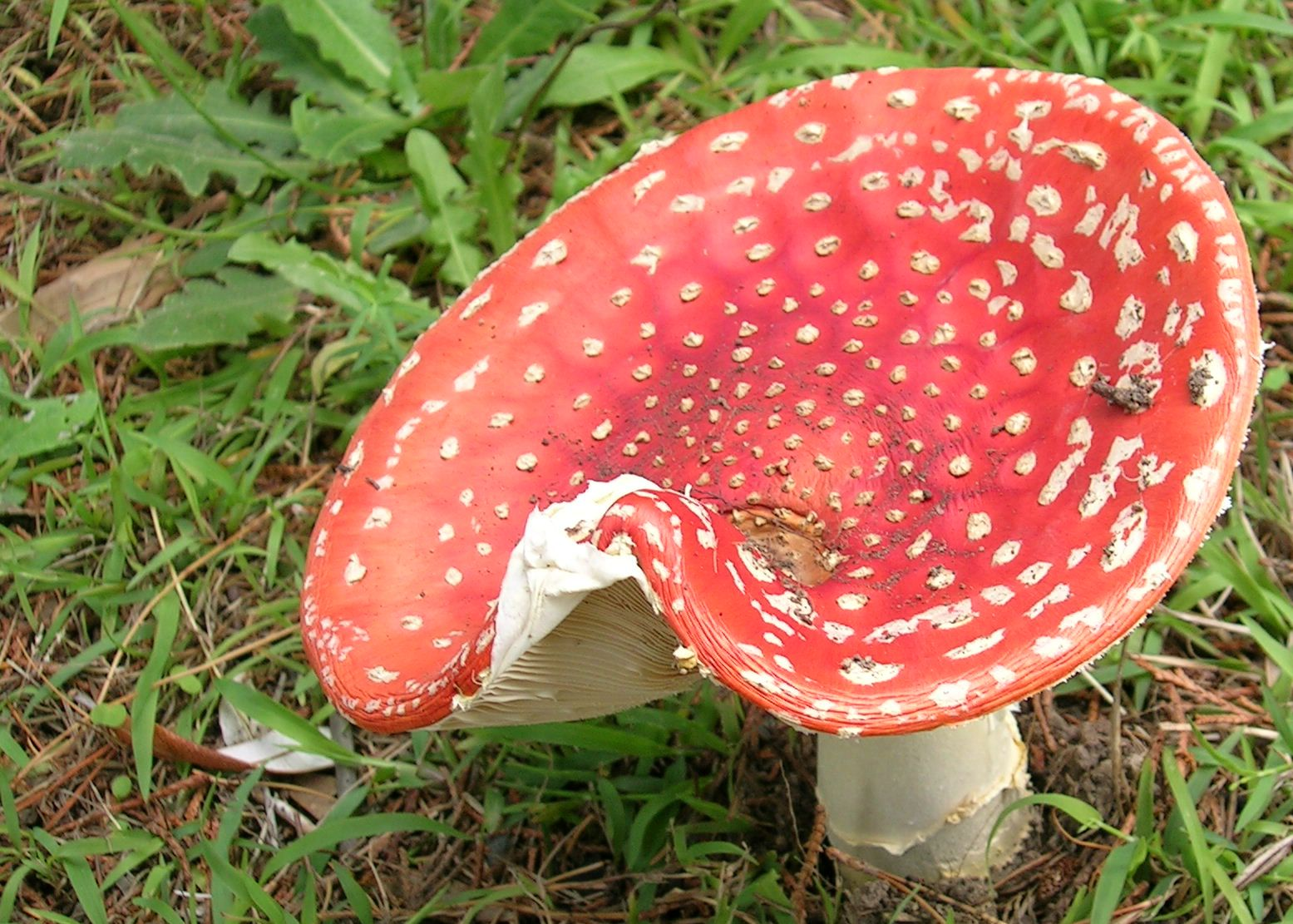
Fliegenpilz (Amanita muscaria)

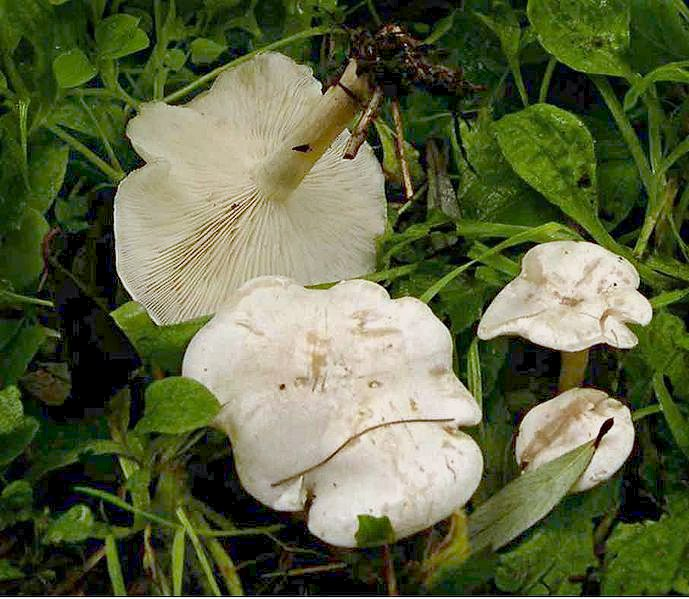
Trichterlinge (z. B. Clitocybe quisquiliarum)

Muscarin wurde ursprünglich (1869) im Fliegenpilz (Amanita muscaria) als erstes Pilzgift entdeckt und nach diesem benannt; anfangs wurde es auch als Ursache für dessen Gift-/Rauschwirkung vermutet. Nach späteren Erkenntnissen kommt es dort jedoch nur in Spuren (2–3 mg/kg) vor, für die Wirkung des Fliegenpilzes sind tatsächlich die Substanzen Ibotensäure und Muscimol (etwa 500 mg/kg) ursächlich. In größeren Mengen kommt Muscarin jedoch in verschiedenen Trichterlingen und Risspilzen vor (Risspilze enthalten die bis zu 200-fache Muscarinmenge eines Fliegenpilzes) und ist ursächlich für deren Giftwirkung.

## Selektivität für muskarinische Rezeptoren
Das natürlich vorkommende L-(+)-Muscarin aktiviert unspezifisch muskarinische Acetylcholinrezeptoren, ist aber nahezu unwirksam an nikotinischen Acetylcholinrezeptoren. Diese Selektivität geht bei verschiedenen synthetischen Abkömmlingen des Muscarins weitgehend verloren. Beispielsweise aktiviert (−)-Muscaron muskarinische und nikotinische Acetylcholinrezeptoren mit einer vergleichbaren Affinität wie Acetylcholin selbst. Auch andere Stereoisomere des Muscarins sind weniger selektiv für muskarinische Rezeptoren und insgesamt weniger wirksam als L-(+)-Muscarin. Das natürlich vorkommende Muscaridin ist pharmakologisch wenig charakterisiert.